# Chronicon Helvetiae
Das Chronicon Helvetiae, auch bekannt als die Chronik Christoph Silberysens ist eine Schweizer Bilderchronik bestehend aus drei Bänden, die hauptsächlich vom Wettinger Abt Christoph Silberysen in den Jahren 1572 beziehungsweise 1576 geschrieben wurden und die Geschichte der Eidgenossenschaft von ihren Anfängen bis ins 16. Jahrhundert behandeln. Die Chronik ist inhaltlich zu grossen Teilen eine Kompilation von mehreren anderen Schweizer Chroniken.

## Beschreibung

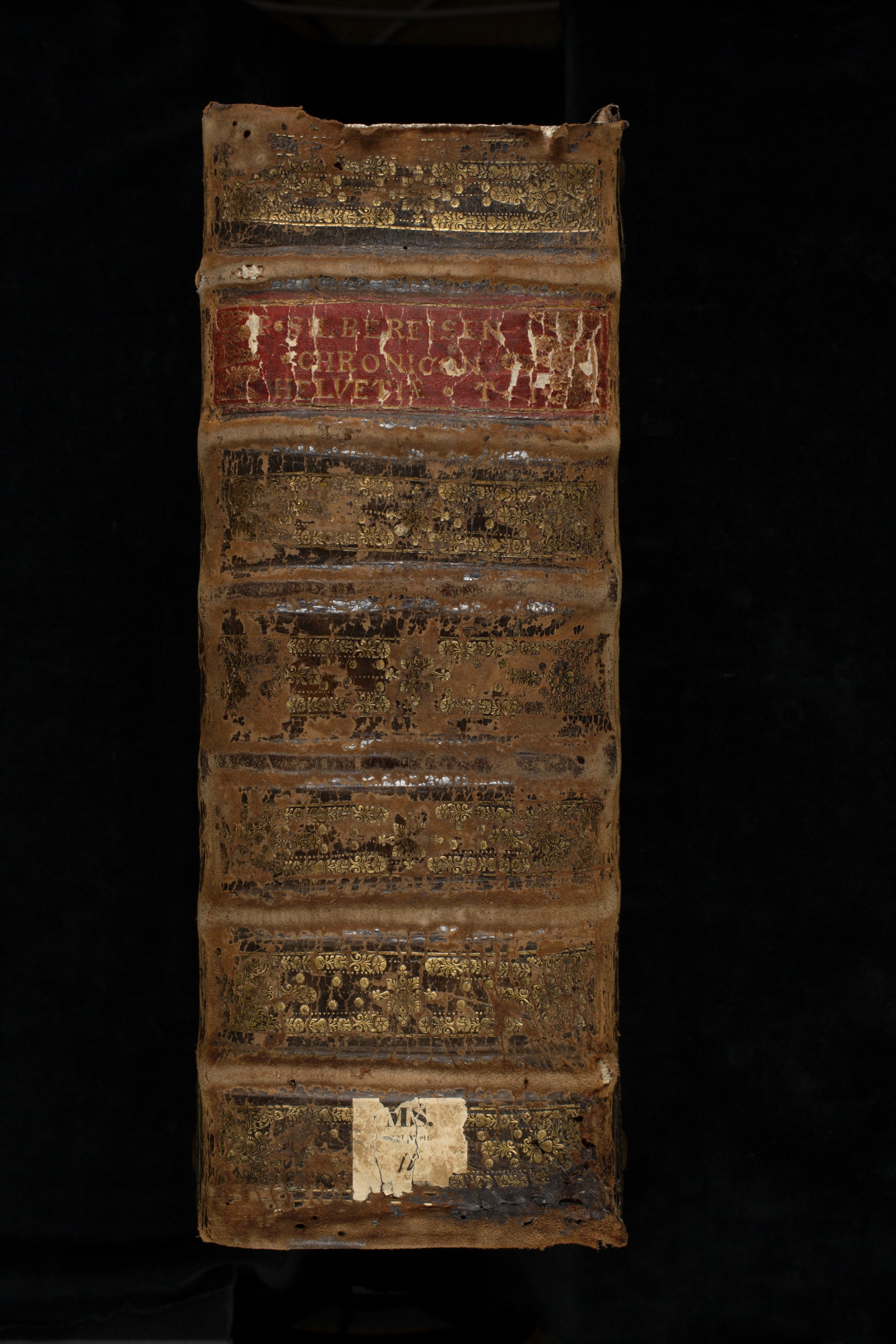
Der Buchrücken des ersten Bandes

Die Chronik besteht aus drei Bänden. Die Papierblätter der Bände sind in braunes Leder eingebunden und haben auf dem Einband vergoldete Rollenstempel, Streicheisenlinien und teilweise auch Kantenschliessen mit Messingteilen. Auf dem Vorder- und Hinterdeckel haben zwei der drei Bände verzierte Messingbeschläge mit Buckeln. Oben auf den Buchrücken steht auf einem roten Lederband mit Goldpressung der Name von Silberysen sowie der Titel der Chronik und die jeweilige Nummer des Bandes. Unten auf einem Papieretikett steht jeweils eine neuere Signatur. Alle drei Bände sind reich illustriert.
Der inhaltlich erste Band mit dem Entstehungsjahr 1576 hat 539 Blätter und ein Format von 37,5 × 23,5 cm. Eine Seite wurde herausgerissen und eine andere herausgeschnitten, wodurch an den entsprechenden Stellen der Text verloren ist. Zudem gibt es einige leere Seiten. Im Text gibt es einige Korrekturen im Text mit Einfügungszeichen, Randnotizen, Notazeichen, einem Kommentar sowie Nachträgen. Es liegen 343 Federzeichnungen unterschiedlicher Hände vor, wovon viele ganz oder teilweise koloriert sind. Dazu gibt es noch mehr als tausend kolorierte Wappen. Die Bilder sind teilweise einer anderen Chronik entnommen. [ecod] Sie werden teilweise einem Jacob Hoffman und Durs von Ägeri zugeschrieben, was jedoch umstritten ist. Der grösste Teil der Handschrift ist von der Hand Christoph Silberysens, während manche Abschnitte von einer Hand des 17. Jahrhunderts stammen. Der Band wurde 2013 restauriert.
Der inhaltlich zweite Band mit dem Entstehungsjahr 1572 hat 270 Blätter und ein Format von 35 × 24,5 cm. Bei diesem Teil fehlen drei Seiten. Eine wurde herausgerissen und zwei herausgeschnitten. Es gibt ebenfalls einige leere Seiten und nachträgliche Kommentare. Zudem gibt es 182 kolorierte Federzeichnungen, die sich eng an den Zeichnungen der Eidgenössischen Chronik Schodolers orientieren und vielleicht einem unbekannten Künstler mit den Initialen «I.K.» zugeschrieben werden können. Der gesamte Text ist von der Hand Christoph Silberysens. Der Band wurde 1979 und 2022 restauriert.
Der inhaltlich dritte Band mit dem Entstehungsjahr 1572 hat 130 Blätter und ein Format von 38,5 × 24 cm. Alle Seiten sind erhalten, ein paar davon sind leer.  Die 14 kolorierten Federzeichnungen des dritten Bandes entsprechen teilweise denen in der Eidgenössischen Chronik von Schodoler und können vielleicht ebenfalls dem unbekannten «I.K.» zugeschrieben werden. Die gesamte Handschrift ist von der Hand Christoph Silberysens. Der Band wurde 2022 restauriert.
Alle drei Bände der Chronik befinden sich seit 1845/1846 im Besitz der Aargauer Kantonsbibliothek in Aarau. Im Rahmen des Projektes e-codices – Virtuelle Handschriftenbibliothek der Schweiz wurden sie digitalisiert und sind dort seit November 2009 frei zugänglich.

## Inhalt Band I
Der inhaltlich erste Band behandelt die Geschichte der Eidgenossenschaft von deren Anfängen bis ins 14. Jahrhundert. Es handelt sich dabei zu weiten Teilen um eine Abschrift der Schweizerchronik von Heinrich Brennwald. Mittendrin befindet sich ausserdem ein Wappenbuch der Teilnehmer des Konzils von Konstanz.
Inhaltsangabe auf swisscollections von Rudolf Gamper und Clemens Müller:
- [S. I–VII] leer
- [S. VIII] Zürcher Bannerträger (kolorierte Federzeichnung)
- [S. 1–474] Schweizerchronik, Heinrich Brennwald. S. 1–485
- [S. 475–701] Wappen der Konzilsteilnehmer (Konstanz, 1414–1418)
- [S. 702–706] leer
- [S. 707–797] Schweizerchronik, Heinrich Brennwald. Bd. 1, S. 485–503, Z. 8; Bd. 2, S. 1, Z. 8–332, Z. 32
- [S. 797–1000] Schweizerchronik, Heinrich Brennwald. Bd. 2, S. 337, Z. 1–502, Z. 15. Auf S. 797, Zeile 10/11 springt der Text vom Jahr 1440 zum Jahr 1499; die Textlücke entspricht der Überlieferung von Brennwalds Schweizerchronik in der Handschrift Zürich, Zentralbibliothek Ms. 6 und weiteren Kopien.[8]

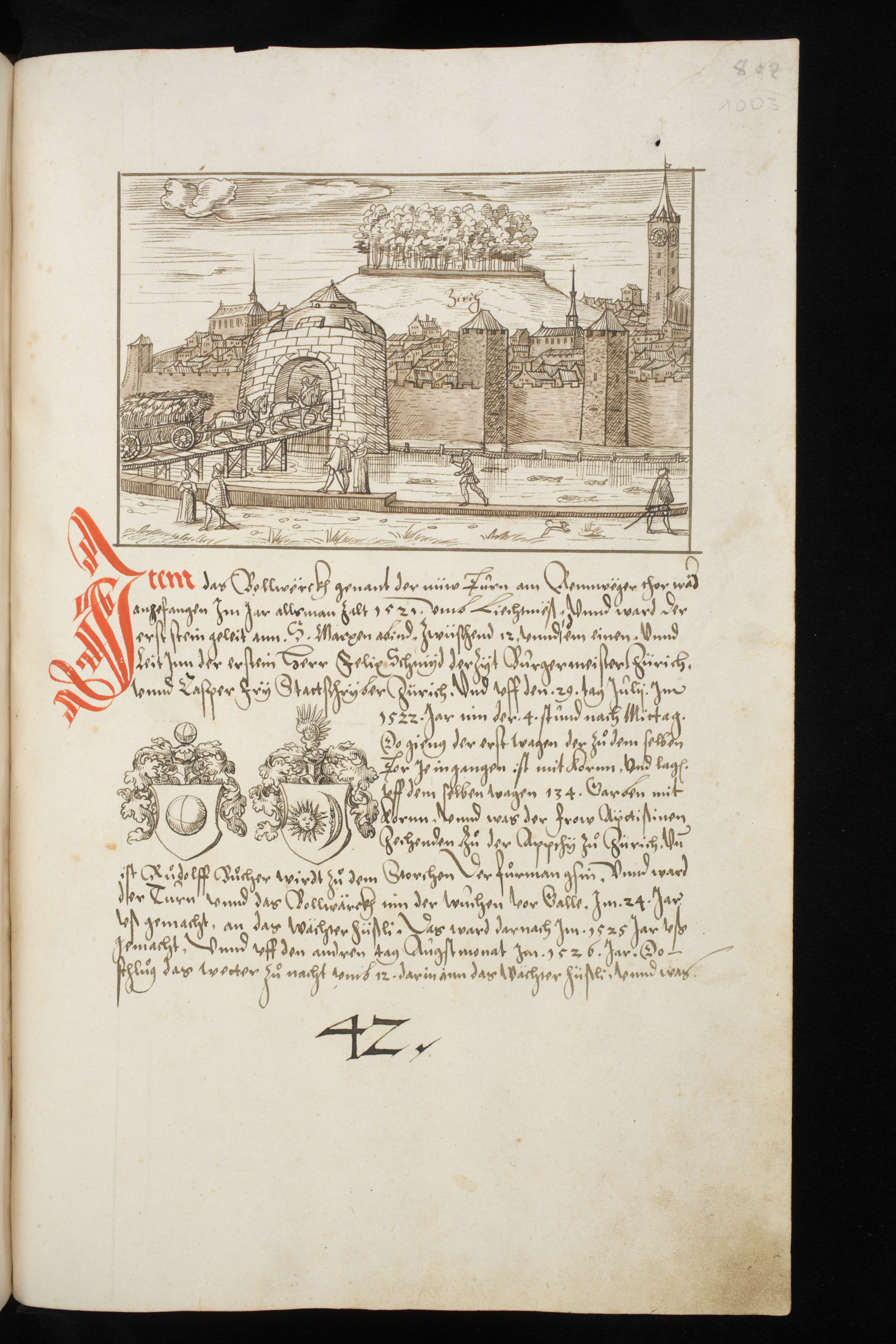
Unkoloriertee Federzeichnung vom Neubau des Rennwegtors in Zürich 1521–1526 (Chronicon Helvetiae, Bd. 1, Aarau, Kantonsbibliothek Aargau, MsWettF 16:1 S. 1003)

- [S. 1001–1002] leerUnkoloriertee Federzeichnung vom Neubau des Rennwegtors in Zürich 1521–1526 (Chronicon Helvetiae, Bd. 1, Aarau, Kantonsbibliothek Aargau, MsWettF 16:1 S. 1003)
- [S. 1003–1004] Neubau des Rennwegtors in Zürich 1521–1526
- [S. 1005–1011] leer
- [S. 1012–1041] Ittinger Handel 1524
- [S. 1042–1065] Antwortschreiben der katholischen Orte auf die Einladung zur Berner Disputation von 1528
- [S. 1065–1068] Friedensdiktat für die Klettgauer Bauern, 18. August 1525
- [S. 1069–1075] «Loblicher Eydtgnoschafft aller principalen und zuogewanter orthen ußzug, apparat und kriegsrüstung gegen und wider die rebellischen pündtner», Nachtrag von einer Hand des 17. Jahrhunderts
- [S. 1076–1080] leer
- [S. 1081] Kolophon
- [S. 1082] leer
- [S. 1083–1120] Bündnis der katholischen Orte am 4. Oktober 1586 mit weiteren Dokumenten vom 6. Januar 1588, 18. November 1585 und (?) November 1585. Nachtrag von einer Hand des 17. Jahrhunderts
- [S. 1121–1170] leer

## Inhalt Band II
Der inhaltlich zweite Band beschreibt die Burgunderkriege im 15. Jahrhundert und ist eine Abschrift der Chronik von Werner Schodoler und verweist zudem auf die Berner Chronik von Diebold Schilling.
.

## Inhalt Band III
Der inhaltlich dritte Band beinhaltet neben dem Schluss der Chronik von Schodoler einzelne Ereignisse aus der Geschichte des 15. und 16. Jahrhunderts sowie das Zürcher Geschützbuch mit Abbildungen der durch die Eidgenossen im Schwabenkrieg erbeuteten Geschütze. Nebst der Chronik von Schodoler diente für den dritten Band auch die Chronik von Gerold Edlibach als Vorlage. 

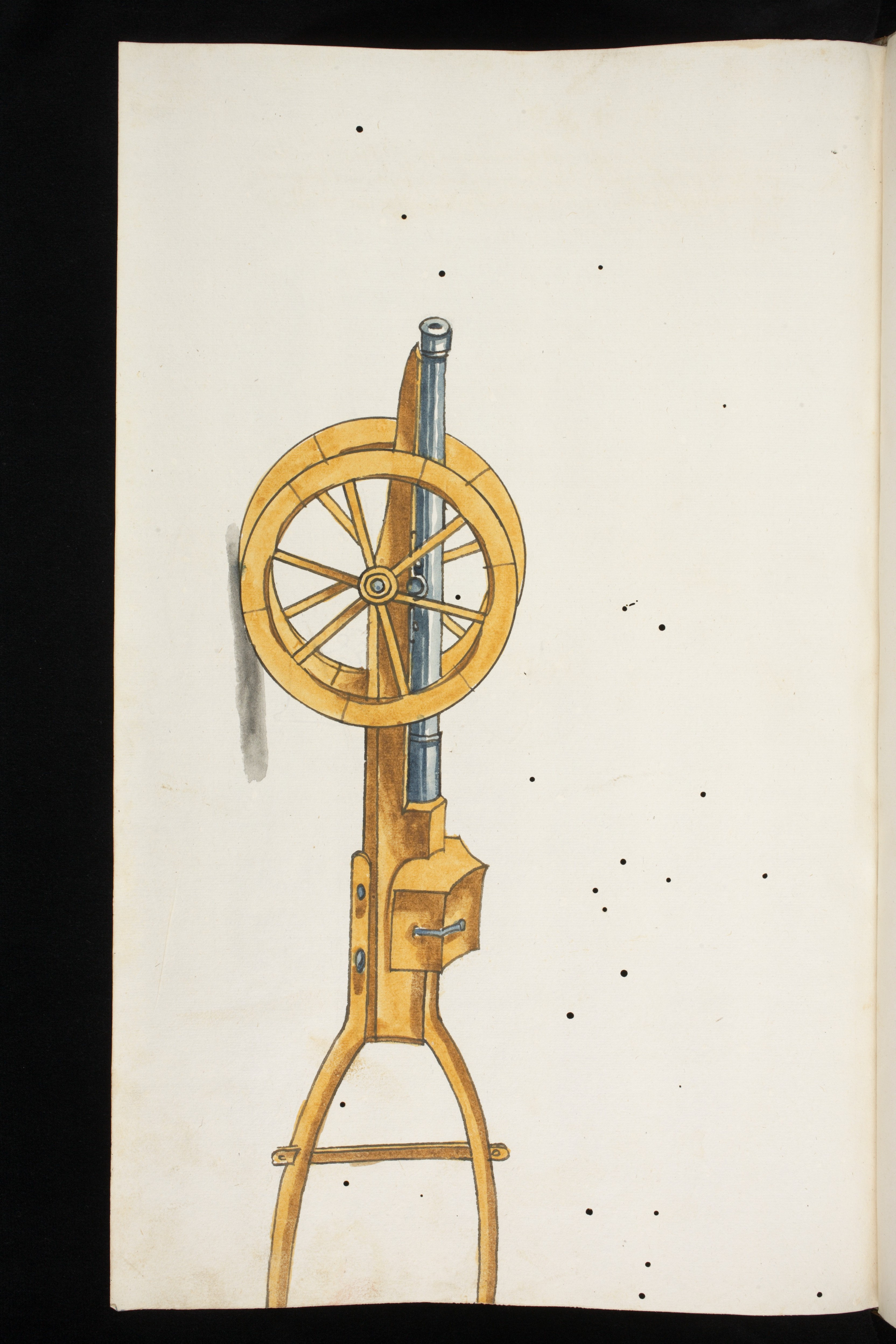
Ein von den Eidgenossen im Schwabenkrieg erbeutetes Geschütz aus dem Zürcher Geschützbuch (Chronicon Helvetiae, Bd. 3, Aarau, Kantonsbibliothek Aargau, MsWettF 16:3 fol. 121v)

Inhaltsangabe auf swisscollections von Rudolf Gamper und Clemens Müller:
- [Ir–v] leer
- [IIr] Besitzeintrag, sonst leer
- [IIv] leer
- [1r–61v] Eidgenössische Chronik, Werner Schodoler. S. 260–284
- [62r–64v] Annalistische Notizen. Kurze Einträge zur Schweizergeschichte, in einem ersten Block über die einzelnen Orte, 63r «Hernach stond die schlachten»; 64r «Anfang der Eydtgnoschafft». Äusserer Rand der Blätter 62 und 63 mit Wappenskizzen weggeschnitten
- [65r–v] leer
- [66r–126v] Zürcher Geschützbuch
- [127r–130v] leer